# 斯威尼斯克羅辛 (加利福尼亞州)
斯威尼斯克羅辛（英語：Sweeneys Crossing）是位於美國加利福尼亞州埃爾多拉多縣的一個非建制地區。該地的面積和人口皆未知。

## 地理
斯威尼斯克羅辛的座標為38°39′10″N 120°37′30″W / 38.65278°N 120.62500°W，而該地的平均海拔高度為634米（即2080英尺）。